# Appa Ali Apsa
Appa Ali Apsa es un personaje ficticio de DC Comics. Apareció por primera vez en Green Lantern (vol. 2) N° 76 y fue creado por Dennis O’Neill y Neal Adams.

## Historia
Appa Ali Apsa, también conocido como "el Anciano", era uno de los Guardianes del Universo, los creadores de los Green Lantern Corps. Cuando Oliver Queen (Flecha Verde) le señaló a los Guardianes que estaban demasiado distanciados de los mortales a lo que habían jurado proteger, estos eligieron a Appa Ali Apsa como representante para experimentar la vida en la Tierra. Mientras recorría Estados Unidos con él con Queen y el Linterna Verde Hal Jordan, Appa tuvo muchas aventuras y aprendió algunas lecciones de vida muy valiosas. Luego, renunciando a su puesto como Guardián, eligió viajar por el universo. Poco después de la Crisis en Tierras Infinitas, los Guardianes se retiraron de este universo junto con las Zamarons, pero Appa Ali Apsa optó por quedarse en Oa. Sin embargo, la soledad hizo que lentamente perdiera su cordura. El ex Linterna Verde llamado Priest decidió ayudar al Guardián, pero más tarde fue asesinado por el Anciano cuando se negó a entregar su mente para unirla a la de Appa.
Ya completamente loco, Appa Ali Apsa puso fin a su soledad transportando varias ciudades de distintos planetas a Oa para que fueran sus juguetes y le hicieran compañía, con lo que creó el Mundo Mosaico. Todas las ciudades habían sido visitadas por Appa durante sus distintos viajes e incluían a varias de EE. UU. Los Linterna Verde de la Tierra Hal Jordan, John Stewart y Guy Gardner (cómic) intervinieron y se opusieron al Guardián. Finalmente, sus hermanos Guardianes regresaron y lo vencieron. Appa Ali Apsa murió en la batalla.